# Peter Wyngarde

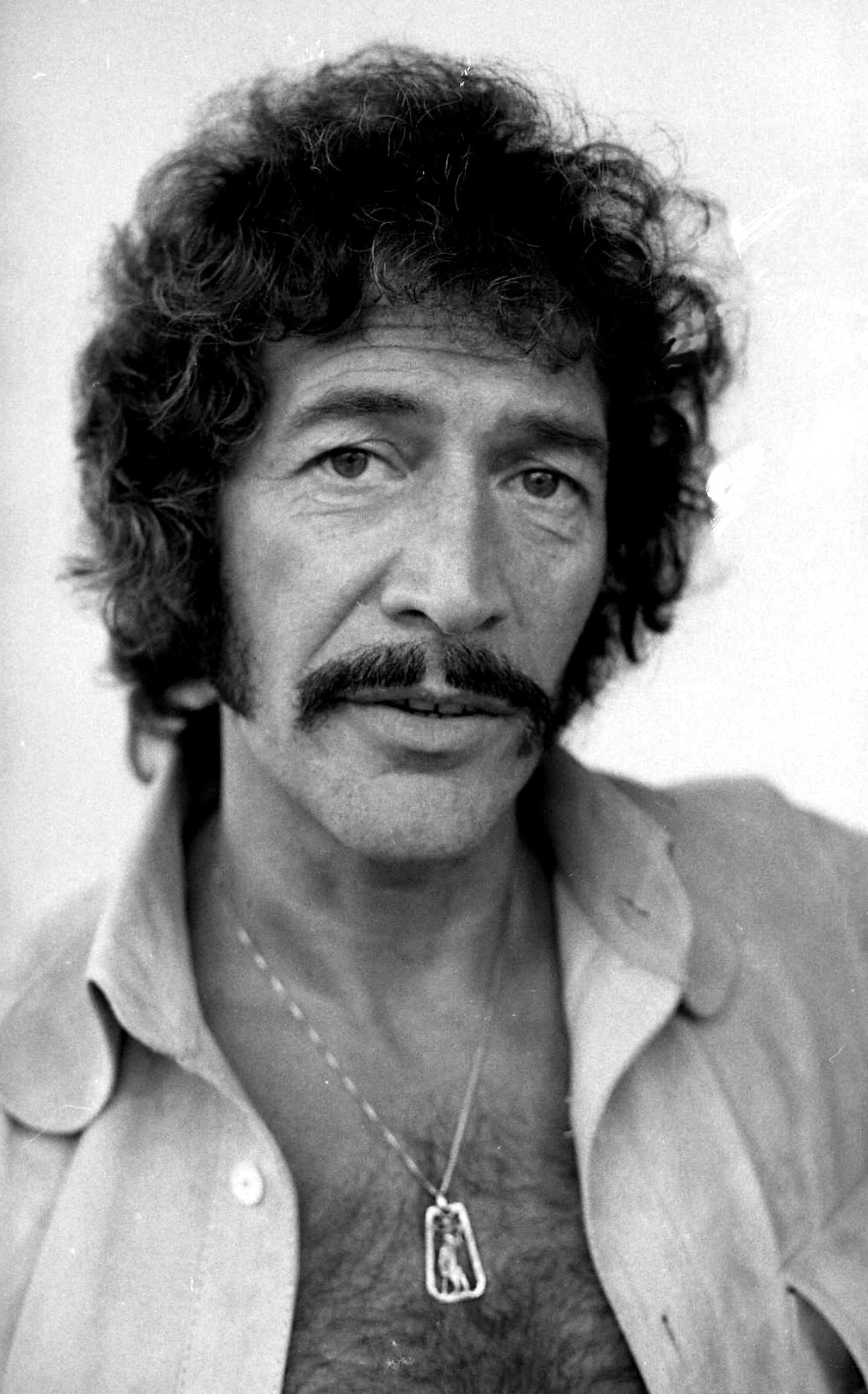
Peter Wyngarde (1976)

Peter Wyngarde (* 23. August 1927 in Marseille, Bouches-du-Rhône, Frankreich als Cyril Goldbert; † 15. Januar 2018 in London) war ein britischer Schauspieler, der vor allem durch seine Serienrolle Jason King bekannt wurde.

## Leben
Goldbert war der Sohn eines britischen Diplomaten und einer französischen Mutter. Aufgewachsen unter anderem in England und der Schweiz, wurde er 1941 in Shanghai von den Japanern in einem Konzentrationslager inhaftiert.
Wyngarde begann seine Schauspielkarriere 1947 mit einer Bühnenaufführung von Noël Cowards Present Laughter. Zunächst trat er in einigen von der BBC produzierten Fernsehfilmen auf. 1956 spielte er neben Frederic March und Richard Burton in dem Historienfilm Alexander der Große, zwei Jahre später spielte er den Piraten Long John Silver in einer auf dem Roman Die Schatzinsel basierenden Miniserie. Im folgenden Jahrzehnt erhielt er verschiedene Filmrollen und hatte Gastauftritte in einigen der erfolgreichsten britischen Serien dieser Zeit. 
1969 gelang ihm der Durchbruch mit seiner Rolle als „Jason King“ in der britischen Krimiserie Department S. Diese entwickelte sich zu einem großen Erfolg. Und obwohl sie eigentlich mit drei Hauptdarstellern besetzt war, galten die Sympathien des Publikums ausschließlich Wyngarde. Mit seinem Faible für schrille Kleidung und mit seinem üppigen Schnurrbart wurde er zur schillernden Figur der Serie, die dann nach 28 Episoden zugunsten des schließlich nur noch auf Wyngarde zugeschnittenen Spin-offs Jason King eingestellt wurde. Auf dem Höhepunkt seines Erfolges nahm er 1970 die Langspielplatte Peter Wyngarde auf, die später unter dem Titel When Sex Leers Its Inquisitive Head als CD wiederveröffentlicht wurde.
Wyngarde konnte später an den Erfolg dieser beiden Serien nicht mehr anknüpfen. Nachdem er 1975 in der Herrentoilette einer englischen Busstation mit einem Mann bei homosexuellen Handlungen ertappt worden war und man ihn daraufhin wegen Erregung öffentlichen Ärgernisses verurteilt hatte, war seine Karriere in Großbritannien so gut wie beendet. Danach trat er zumeist unter Pseudonymen an kleineren Theatern auf. 1980 hatte er noch einmal eine Rolle in einer größeren Spielfilmproduktion, in Flash Gordon agierte er jedoch unter einer metallenen Totenkopfmaske. Vier Jahre später spielte er in einigen Folgen der Science-Fiction-Serie Doctor Who mit, danach zog er sich weitgehend aus der Öffentlichkeit zurück. Seine deutsche Synchronstimme war unter anderem Jürgen Thormann.
Wyngarde starb am 15. Januar 2018 im Alter von 90 Jahren im Chelsea and Westminster Hospital von London.

## Filmografie (Auswahl)

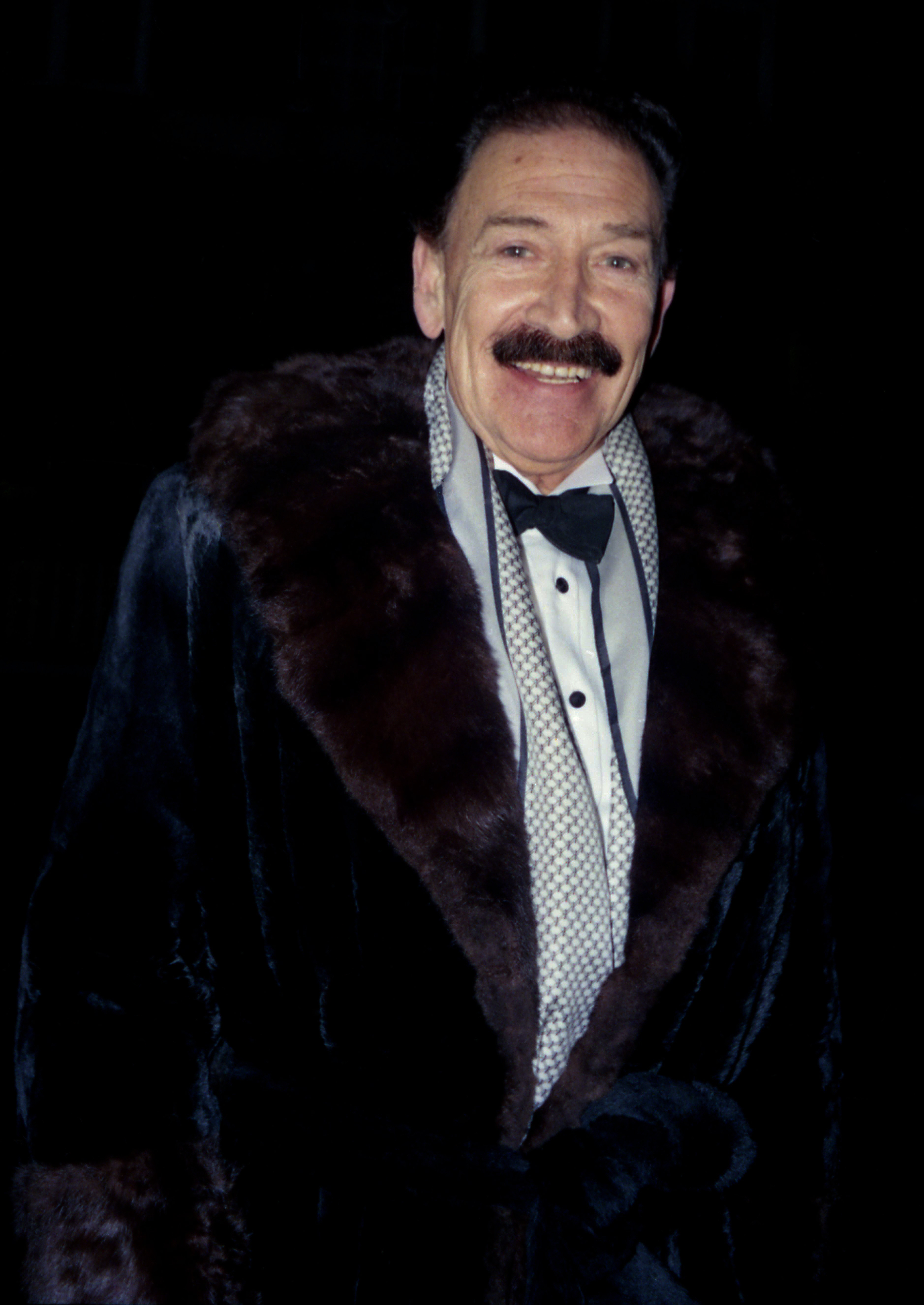
Peter Wyngarde (1992)

- 1949: Geheimwelle 505 (Dick Barton Strikes Back)
- 1956: Alexander der Große (Alexander the Great)
- 1958: The Adventures of Ben Gunn (Fernseh-Miniserie, sechs Folgen)
- 1960: Verbrecherzentrale Sidney Street (The Siege of Sidney Street)
- 1961: Schloß des Schreckens (The Innocents)
- 1962: Hypno (Night of the Eagle)
- 1964: Rupert of Hentzau (Fernsehserie, sechs Folgen)
- 1966/1967: Simon Templar (Fernsehserie, zwei Folgen)
- 1966/1967: Mit Schirm, Charme und Melone (The Avengers; Fernsehserie, zwei Folgen)
- 1967: Nummer 6 (The Prisoner; Fernsehserie, eine Folge)
- 1967: Tennisschläger und Kanonen (I Spy; Fernsehserie, eine Folge)
- 1969–1970: Department S (Fernsehserie, 28 Folgen)
- 1971–1972: Jason King (Fernsehserie, 26 Folgen)
- 1979: Himmel, Scheich und Wolkenbruch
- 1980: Flash Gordon
- 1984: Doctor Who (Fernsehserie, vier Folgen)
- 1989: Soho Connection
- 1994: The Memoirs of Sherlock Holmes (Fernsehserie, eine Folge)

## Auszeichnungen
- 1971: Krawattenmann des Jahres